# Tenso
Tenso (starookcitansko ten'su, francosko tençon iz latinskega tensio, napetost) je slog trubadurske pesmi. Tenso poteka kot razprava, v kateri vsak glas zagovarja svoje stališče. Pogoste teme se nanašajo na ljubezen ali etiko. Tenso sta običajno napisala dva avtorja, vendar obstaja več primerov, v katerih je drugi avtor namišljen, vključno z Bogom (Peire de Vic), pesnikovim konjem (Bertran Carbonel) ali njegovim plaščem (Gui de Cavalhon). Tesno povezani in včasih prekrivajoči se žanri vključujejo: 
- partimen, v katerem o temi razpravljata več kot dva glasova,
- cobla esparsa, sestavljena iz samo dveh kitic, in
- contenson, v katerem zadevo na koncu presodi tretja oseba.

## Pomembni primeri
- Marcabru in Uc Catola: Amics Marchabrun, car digam, morda najstarejši znani primer.
- Cercamon in Guilhalmi: Car vei finir a tot dia, tudi kandidat za najstarejši znani primer.
- Raimbaut d'Aurenga in Giraut de Bornelh: Ara·m platz, Giraut de Borneill, v katerem glavna predstavnika obeh slogov poveličujeta trobar clus oziroma trobar leu.
- Raimbaut de Vaqueiras: Domna tan vos ai preiada, v katerem (namišljena) genovska gospa odgovarja pesniku v svojem genovskem narečju. Je edini zgodnji tenso, napisan v tem narečju.
- Peire de Vic: L’autrier fui en paradis, nasprotje z Bogom.
- Montan: Eu veing vas vos, Seingner, fauda levada velja za najbolj nespodobno starookcitansko besedilo.
- Carenza in Iselda: Na Carenza al bel cors avenens poteka med dvema trubadurkama in razpravlja o tem, ali naj se gospa poroči.

## Zapuščina
V italijanski literaturi se tenso imenuje tenzone, v stari francoščini je  postalo tençon in v galicijsko-portugalski liriki tençom.